# Symphonie no 2 de Mozart
Pour les articles homonymes, voir Symphonie no 2.

Portrait de Leopold Mozart, probable compositeur de cette symphonie, par Pietro Antonio Lorenzoni, 1766.

La Symphonie no 2 en si bémol majeur, KV 17/Anh.C 11.02, est une symphonie attribuée à Wolfgang Amadeus Mozart, mais qui est aujourd'hui considérée comme n'ayant pas été écrite par lui, mais probablement par son père, Leopold Mozart. Cette symphonie est cataloguée Anh.C 11.02 dans la 6e édition du catalogue de Ludwig Ritter von Köchel sur la musique de Mozart.

## Analyse de l'œuvre
L'œuvre est en quatre mouvements dans la forme rapide-lent-menuet-rapide :
1. Allegro
2. (Andante)[3]
3. Menuetto I & II
4. Presto

La publication de cette symphonie dans l'Alte Mozart-Ausgabe (la première édition de collection de toutes les œuvres de Mozart) donne plusieurs parties instrumentales, ce qui suggère une composition inachevée.
Par exemple, dans le « Menuetto I », seules les parties des premiers violons et des violoncelles/contrebasses sont complétées; les parties des seconds violons et des altos dans ce mouvement sont des ajouts de l'éditeur.
Depuis, la symphonie KV 17 est désormais considérée comme n'étant pas de Mozart (la Neue Mozart-Ausgabe va jusqu’à ne pas l'inclure dans son édition).